# Amanos
Los amanos (en latín: Amani) fueron una de las tribus o populi (gentes) que integraban los autrigones. Su territorio abarcaba parte de lo que hoy es la zona más oriental de Cantabria (España), probablemente el valle de Sámano debido a los topónimos que en ese lugar aparecen. Su principal enclave era un lugar llamado por los romanos Portus Amanum, cercano a Castro Urdiales. En el siglo I, coincidiendo con el fin de las guerras cántabras, los amanos se concentraron en Portus Amanum. Los romanos fundaron a partir de este puerto una ciudad en el año 69 d. C., antecedente de la villa castreña, llamada Flaviobriga, adonde se debieron de desplazar los amanos. Aunque existen documentos y restos cerámicos y numismáticos que acreditan la existencia del puerto y del pueblo, las ruinas arquitectónicos encontradas hasta ahora son muy escasas.
La identificación de los distintos restos cerámicos avalan un comercio de cierta entidad en Portus Amanum. Probablemente distribuía piezas hacia Iuliobriga y la meseta castellana, puesto que contaba con buenas conexiones viarias.